# Carl Friedrich Rungenhagen
Carl Friedrich Rungenhagen est un compositeur et pédagogue allemand, né le 27 septembre 1778 et mort à Berlin le 21 décembre 1851.

## Biographie
Carl Friedrich Rungenhagen abandonne des études de peinture où il ne fait que peu de progrès et reprend le commerce paternel. Après la mort de son père, survenue en 1796, il se consacre uniquement à la musique.
En 1801, il intègre l'académie de chant de Berlin (Sing-Akademie zu Berlin). En 1815, il est promu au poste de vice-directeur, devenant ainsi un élément essentiel de la vie musicale berlinoise. Il assiste en même temps aux cours de Carl Friedrich Zelter.
À la mort de Zelter, en mai 1832, on recherche un successeur à la tête de l'Académie. Une concurrence oppose alors Rungenhagen au jeune et non moins talentueux Felix Mendelssohn. Mais ni sa légendaire interprétation de la Passion selon saint Matthieu de Johann Sebastian Bach, la première depuis la mort du compositeur, qui remporte à l'Académie un succès fulgurant le 11 mars 1829, ni le fait que presque toute la famille Mendelssohn avait pendant des années participé à la chorale de l'Académie, ne suffisent à lui assurer le poste convoité : c'est Rungenhagen qui l'emporte en 1833, même si cette décision ne fait pas l'unanimité parmi les membres de l'établissement.
En tant que directeur de l'Académie, il contribue à la renaissance de la musique de Bach. Il s'intéresse aussi aux oratorios de Haendel. En 1843 il est nommé professeur à l'Académie royale de Berlin où il enseigne la musique à Albert Lortzing et à August Conradi.
Il meurt à Berlin en 1851, à l'âge de 73 ans.

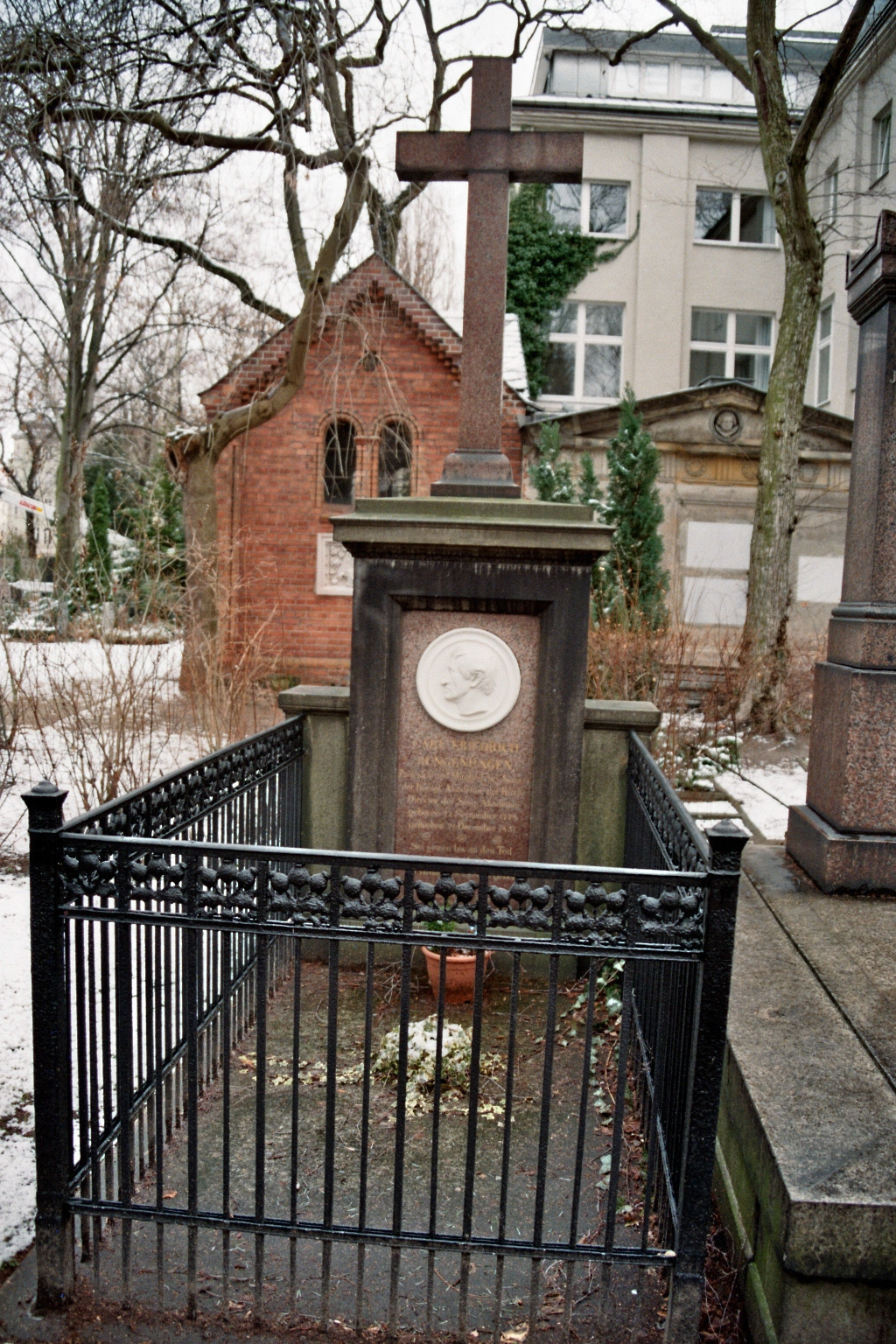
Tombe de Rungenhagen au cimetière de Dorotheenstadt à Berlin

## Œuvre

### Chansons
- Schlusslied
- Abends, wenn man aus dem Wirtshaus geht
- Jetzt schwingen wir den Hut

### Pièces pour chœur
- Aus der Tiefe ruf' ich, Herr